# 그레이트 마징가
그레이트 마징가(일본어: グレートマジンガー 그레토 마징가[*] 영어: Great Mazinger)는 일본의 만화가 나가이 고(永井豪)의 장편만화를 원작으로 1974년에 제작된 로봇 애니메이션이자 작품에 등장하는 슈퍼로봇의 명칭이다. 그레이트 마징가에 출현하는 로봇 메카들의 내부 구조나 공격 기술 등은 마징가 Z와 별반 다르지 않다. 참고로, 마징가 Z는 초합금 Z(Super Alloy Z)로 만들었지만 그레이트 마징가는 최첨단 신소재인 초합금 뉴Z(Super Alloy New Z)로 제작, 내구성이 대폭 증가했다. 그레이트 마징가는 애니메아션이 방영되기 전에 만화책이 먼저 발매되었으며, 1974년 9월 8일부터 1975년 9월 26일까지 후지TV에서 마징가 Z의 후속으로 방영되었다. 대한민국에서는 1978년 10월 21일부터 1979년 11월 24일까지 동양방송에서 방영하였다. TBC판에서 카부토 일가의 성은 '투구'씨였다.

## 성우진
- 양지운 - 투구성 (카부토 코우지) (TBC판)
- 안정현 - 숙이 (호노오 쥰) (TBC판)
- 홍승옥 - 숙이 (호노오 쥰) (비디오판)
- 김계원 - 투구 박사(카부토 켄죠) (TBC판)
- 김용식 - 김철 (츠루기 테츠야) (TBC판)
- 손정아 (TBC판)
- 김도현 (TBC판)
- 배한성 (TBC판)
- 김종성 (TBC판)
- 이선영 (TBC판)
- 문옥현 (TBC판)
- 최응찬 (TBC판)

## 공격 기술
그레이트 부메랑
가슴의 V자를 떼어 발사한다.
썬더 브레이크(thunder break)
에너지를 공기 중으로 방출해 인위적으로 번개를 만든 후 뿔로 받아내 손가락이나 검으로 상대에게 쏜다.
마징가 블레이드
근접 공격이나 결투를 위해 다리에서 몇 가지 검을 발사할 수 있다.
아토믹 펀치
팔뚝과 함께 회전 효과를 주는 주먹을 발사하여 충격을 매우 강력하게 만든다.
그레이트 타이푼
그레이트 마징가의 입에서 거대한 괴물까지 들어 올릴 만큼 강한 바람이 분다.
브레스트 번
가슴의 적색 "V" 자에서 강력한 초고온 열광선이 나온다. 빙하 광선으로 변환될 수 있다.
네이블 미사일(Navel Missile)
배꼽 부위에서 강력한 미사일이 발사된다.
그레이트 부스터
그레이트 마징가의 베스트 업그레이드 무기
드릴 프레셔 펀치(Drill Pressure Punch)
아토믹 펀치의 파워업 버전
백 스핀 킥(Back Spin Kick)
그레이트 마징가의 다리 부분에서 칼날이 튀어나와 적을 베어버린다. 약점인 다리의 결점을 보완하는 무기.
니 임펄스 킥(Knee Impulse Kick)
백 스핀 킥처럼 드물게 사용한다.

## 스태프
- 원작: 나가이 고와 다이나믹 프로
- 전투수 디자인 원안: 나가이 고, 이시카와 겐, 이라고 마사루, 가제 시노부, 무라마쓰리 마코토, 다카나시 슌이치, 야스다 다쓰야, 다카시마 시게루
- 음악: 와타나베 주메이
- 기획: 요코야마 겐지, 가스가 히가시, 벳쇼 다카하루
- 제작담당: 스가와라 요시로
- 배경: 선 아트 스튜디오, 스튜디오 코스모스, 아틀리에로크, 현대제작집단, 마스코트, 애드 코스모, 스튜디오 유니
- 캐릭터 설정: 모리시타 게이스케
- 제작: 도에이 동화, 아사히 통신사

## 동양방송의 제공 시보
- 일동제약